# Lorenzo Allegri
Lorenzo Allegri (Firenze, 1567 – Firenze, 1648) è stato un compositore e liutista italiano.

## Biografia
Lorenzo Allegri era già attivo in gioventù alla corte dei Medici a Firenze.  Era principalmente conosciuto come liutista e per il liuto scrisse danze, a volte con parti vocali. Il cronista di corte Cesare Tinghi lo descrisse come Lorenzino todesco del liuto o tedesco, il che indica una discendenza dal mondo di lingua tedesca. Dall'inizio dell'anno 1604 Allegri fu descritto come musicista di corte nei libri paga del tribunale. Dal 1622 fu responsabile della musica e degli strumenti musicali della corte, nonché della supervisione dei paggi (maestro dei paggi). Insieme al coreografo Agnolo Ricci Allegri fu responsabile della musica e della danza delle numerose celebrazioni alla corte dei Medici.
Il lavoro di Allegri potrebbe avere influenzato la trasmissione di questo nuovo stile italiano alla musica francese di Jean-Baptiste Lully, che visse da giovane a Firenze. Il giovane Johann Nauwach, che studiò da Allegri dal 1614 su raccomandazione dell'elettore sassone Giovanni Giorgio I, fu influenzato da lui. Le pubblicazioni di Nauwachs del 1623 e del 1627 contengono i primi esempi di monodie italiane pubblicate in Germania, che sono conosciute da un testo in tedesco.

## Lavori
Solo due opere vocali di Allegri sono state tramandate, il madrigale Tu piangi al mio partire, per voce solista e basso continuo del 1614 in Scherzi, arie, canzonette, e madrigali libro secondo op.10, un'antologia del compositore Antonio Brunelli (1577-1630), che fu pubblicato a Venezia. Inoltre Allegri ha creato il pezzo corto Spirto del ciel, scendi volando a noi, per sei voci, su un libretto di Ferdinando Saracinelli.
L'opera principale di Allegri è la musica da ballo che fu eseguita alla corte dei Medici. Tra il 1608 e il 1615 compose le opere La notte d'amore (1608), La serena (1611), Le ninfe di Senna (1613), Alta Maria (1614), I Campi Elisi (1614) e L'Iride (1615). Questi lavori consistono solitamente in sette danze in diversi tempi e ritmi, iniziando con un ballo, seguito da gagliarde, correnti, canarie, branle o gavotte.

### Opere strumentali
- Ballo, Gagliarda, Corrente per il matrimonio dei Medici 1608
- Sinfonia per il Gran Principe di Toscana
- Il primo libro delle musice di Lorenzo Allegri (Venezia, 1618)